# Allium stearnianum
Allium stearnianum — вид трав'янистих рослин родини амарилісові (Amaryllidaceae), ендемік Туреччини.

## Поширення
Поширений у Туреччині.